# Gymnommopsis haywardi
Gymnommopsis haywardi là một loài ruồi trong họ Tachinidae.